# Chaetosiphon thomasi
Chaetosiphon thomasi är en insektsart. Chaetosiphon thomasi ingår i släktet Chaetosiphon och familjen långrörsbladlöss. Inga underarter finns listade i Catalogue of Life.